# Cent-Noirs
Pour les articles homonymes, voir Cent et Noir.

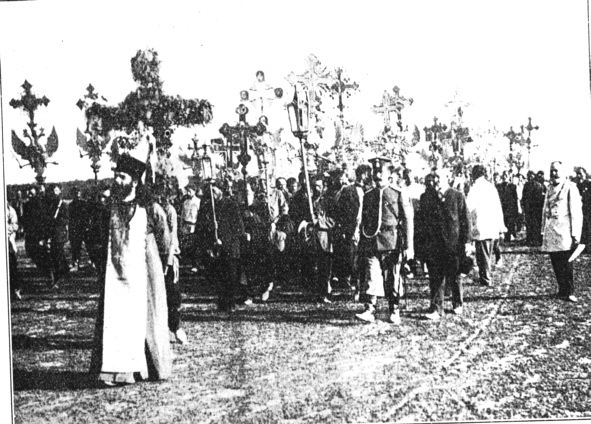
Une procession des Cent-Noirs en 1907.

Les Cent-Noirs ou Centurie noire (en russe : Чёрная сотня, черносо́тенцы) est un mouvement antisémite, nationaliste et monarchiste d'extrême droite apparu dans l'Empire russe pendant la révolution de 1905.

## Histoire
Lors de la révolution de 1905, les mouvements radicaux et modérés, unis, arrivent à obtenir des libertés et des droits de l'empereur Nicolas II. À la fin de l'année, les deux mouvements se séparent sur les avancées obtenues.
Les radicaux, jugeant les concessions accordées insuffisantes continuent la lutte. Au même moment, plusieurs groupes se forment avec la même idéologie : nationalisme, antisémitisme et soutien intégral à l'empereur et à la monarchie. Les groupes les plus importants sont l'Union du peuple russe, l'Union des Russes et le Parti monarchiste de Russie. L'ensemble de ces groupes sont les Cent-Noirs. Les effectifs du mouvement sont majoritairement issus de la paysannerie aisée et de la petite bourgeoisie urbaine. L'historien Nicholas Riasanovsky le décrit comme un mouvement « pré-fasciste ».

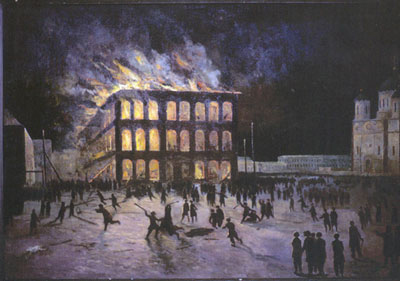
Pogrom des Cent Noirs de 1905 à Tomsk.

Ces groupes vont aider la police et l'armée à réprimer les foyers de contestation et multiplier les exécutions (principalement de Juifs, d'intellectuels et de progressistes). Les Cent-Noirs participent voire organisent entre autres le pogrom de Bialystok où entre 81 et 88 Juifs sont tués. Ils assassinent les députés Grigori Iollos et Mikhaïl Herzenstein, tous deux Juifs et membres du Parti constitutionnel démocratique (ou parti Cadet).
Le mouvement tente de regrouper ses différentes composantes sous le nom « Unification du peuple russe » (Объединённый русский народ) mais échoue et son importance diminue à partir de 1907. Les Cent-Noirs luttent ensuite contre la révolution de février 1917, mais leur influence est limitée.
À partir de mars 1917 et en prévision de l'Assemblée constituante qui doit se tenir cette année, le parti Cadet essaie d'augmenter ses effectifs pour avoir plus de poids à l'Assemblée. Seul parti contre-révolutionnaire organisé dans le pays, il reçoit le soutien de la droite, en particulier des octobristes, monarchistes et Cent-Noirs qui veulent s'opposer aux révolutionnaires. Mais l'arrivée de ces éléments fait fuir d'autres membres, plus modérés, et le parti Cadet échoue à rassembler l'opposition aux révolutionnaires.
Les Cent-Noirs participent ensuite au combat contre la révolution d'Octobre au côté des armées blanches. Après la défaite, ils critiquent les Russes blancs, les jugeant sous l'influence des francs-maçons et des libéraux et pas assez monarchistes.
Après la révolution d'Octobre, les bolchéviks utilisent le nom de Cent-Noirs pour désigner ceux de leurs opposants qu'ils considèrent comme « réactionnaires », notamment le clergé russe dans son ensemble.
Les Cent-Noirs n'ont pas totalement disparu durant le régime soviétique et, la liberté d'expression revenue sous Gorbachev, ce mouvement sera un des premiers à resurgir grâce à la Glasnost.